# リソース競合
リソース競合（リソースきょうごう）とは、計算機科学においてランダムアクセスメモリやディスクストレージ、キャッシュメモリ、内部バス、外部ネットワークデバイスのような共有リソースへのアクセスにおける衝突のことである。近年、競合の研究は、ラストレベルキャッシュやフロントサイドバス、メモリーソケットコネクションのような記憶階層のリソースに、よりフォーカスされている。
リソース競合問題の解決はオペレーションシステムの基本機能の一つである。様々な低レベルメカニズムが、これを支援するために使える。その中には、ロック、セマフォ、ミューテックス、キューがある。オペレーションシステムによって適用されうる他の手法の中には、知的スケジューリング、アプリケーションマッピング決定、及びページカラーリングがある。
リソース競合問題を適切に解決することに失敗すると、問題の数々という結果となり得る。その中にはデッドロック、ライブロック、スラッシングがある。